# Холлола
Хо́ллола (фин. Hollola) — община в провинции Пяйят-Хяме, губерния Южная Финляндия, Финляндия. Общая площадь территории — 531,84 км², из которых 68,66 км² — вода.

## Демография
На 31 января 2011 года в общине Холлола проживало 21 963 человека: 10 791 мужчина и 11 172 женщины.
Финский язык (единственный официальный язык общины) является родным для 97,88 % жителей, шведский — для 0,37 %. Прочие языки являются родными для 1,74 % жителей общины.
Возрастной состав населения:
- до 14 лет — 19,8 %
- от 15 до 64 лет — 64,22 %
- от 65 лет — 15,98 %

Изменение численности населения по годам:
| Год  | Численность |
| ---- | ----------- |
| 1980 | 16418       |
| 1990 | 19915       |
| 2000 | 20378       |
| 2010 | 21962       |
| 2011 | 21963       |

## Известные уроженцы
- Виле Хаапасало (род. 1972) - финский артист.